# Lucas Tramèr

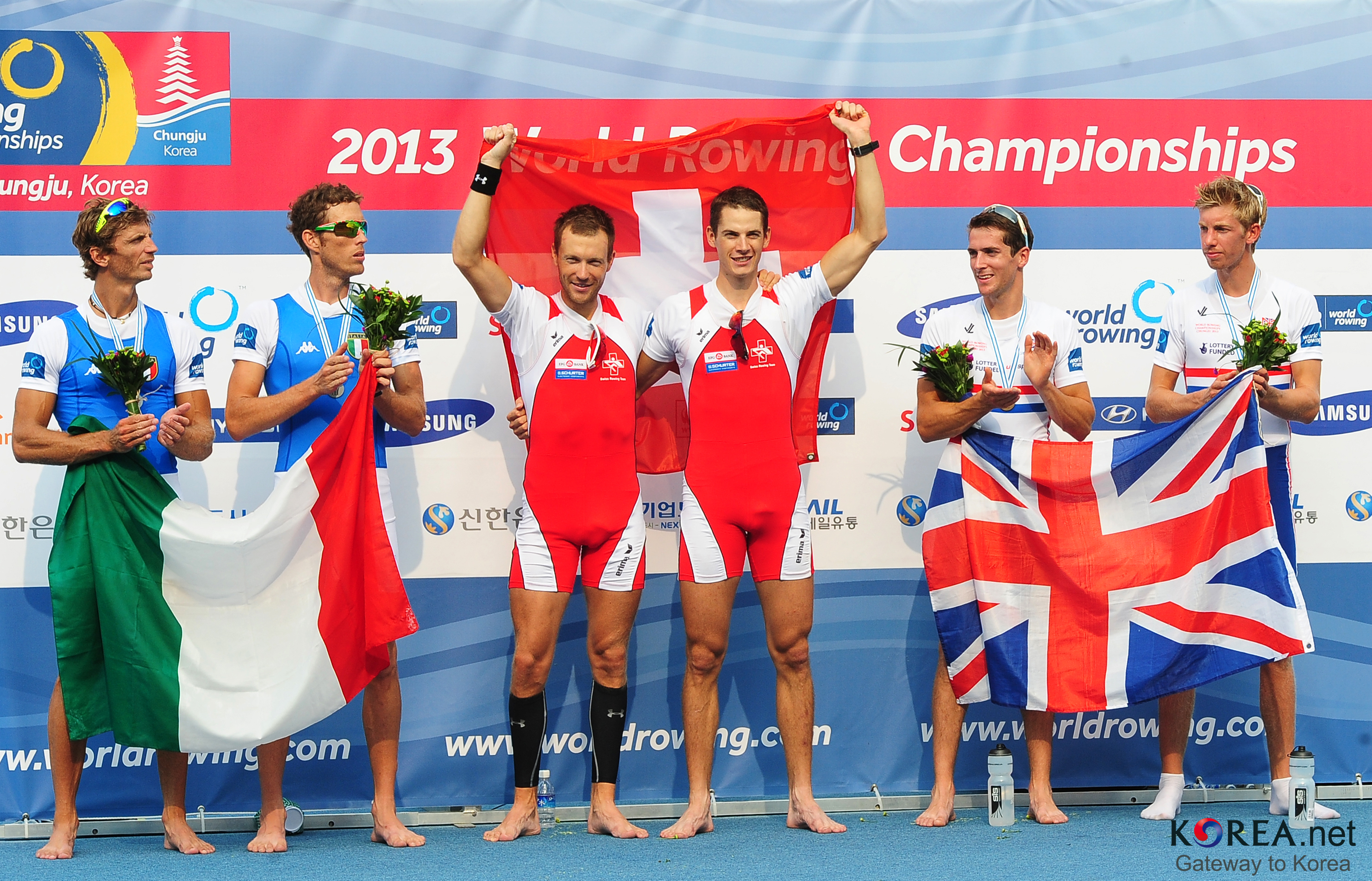
Weltmeister 2013 Niepmann (links) und Tramèr in Rot

Lucas Tramèr (* 1. September 1989 in Interlaken) ist ein Schweizer Leichtgewichts-Ruderer.

## Karriere
Tramèr begann 2003 mit dem Rudersport. 2006 trat er mit dem Vierer ohne Steuermann bei den Junioren-Weltmeisterschaften an und belegte den elften Platz. 2008 erreichte er mit dem Leichtgewichts-Doppelvierer den fünften Platz bei den U23-Weltmeisterschaften. 2009 fuhr er mit dem Leichtgewichts-Vierer ohne Steuermann im Weltcup, bei den Ruder-Weltmeisterschaften 2009 wurde der Vierer Neunter. 2010 erreichte der Schweizer Vierer zweimal den A-Final im Weltcup. Bei den Ruder-Europameisterschaften 2010 erkämpften Simon Schürch, Lucas Tramèr, Simon Niepmann und Mario Gyr die Bronzemedaille, bei den Weltmeisterschaften in Neuseeland verpasste das Boot den A-Final und belegte insgesamt den achten Platz. In den nächsten beiden Jahren erreichte der Schweizer Vierer jeweils den Endlauf beim Saisonhöhepunkt: Nach dem sechsten Platz bei den Ruder-Weltmeisterschaften 2011 folgte der fünfte Rang bei den Olympischen Spielen 2012.
2013 wechselten Niepmann und Tramèr in den Leichtgewichts-Zweier ohne Steuermann, bei den Ruder-Europameisterschaften 2013 in Sevilla gewannen die beiden ihren ersten internationalen Titel, im südkoreanischen Chungju folgte dann der Weltmeistertitel. 2014 verteidigten die beiden ihre Titel bei den Europameisterschaften in Belgrad und den Weltmeisterschaften in Amsterdam. 2015 kehrten Niepmann und Tramèr zurück in den Vierer, zusammen mit Schürch und Gyr gewannen sie die Titel bei den Europameisterschaften in Posen und bei den Weltmeisterschaften auf dem Lac d’Aiguebelette. Bei den Europameisterschaften 2016 konnte der Schweizer Vierer seinen Titel aus dem Vorjahr verteidigen. Vier Jahre nach dem fünften Rang in London siegten die vier Schweizer 2016 auch bei der Olympischen Regatta, im Ziel hatten sie fast anderthalb Sekunden Vorsprung auf die Dänen.